# 伊集院兼寛

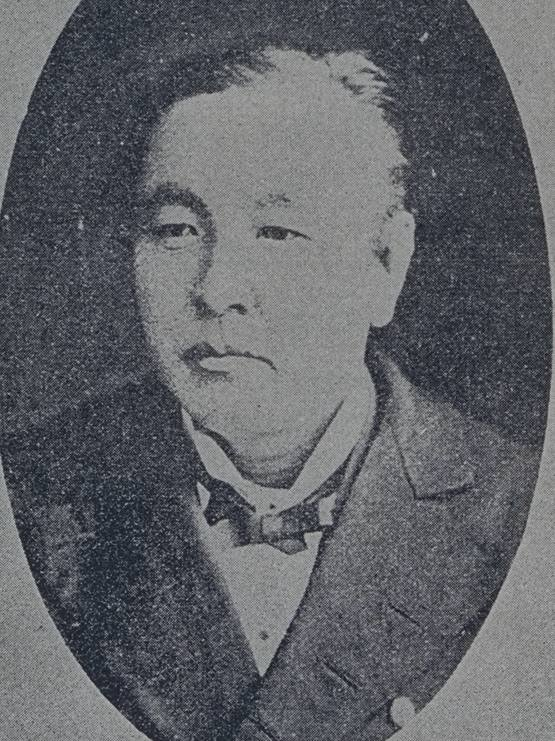
伊集院兼寛

伊集院 兼寛（いじゅういん かねひろ、天保9年1月2日（1838年1月27日） - 明治31年（1898年）4月20日）は、日本の武士・薩摩藩士､軍人､官僚である。薩摩藩出身。通称は直右衛門。諱は兼寛。明治期に海軍少輔・元老院議官・貴族院議員を歴任。子爵。
実姉の須賀が嘉永5年（1852年）に西郷隆盛に嫁いでいる（安政元年（1854年）に離婚）。

## 経歴

### 幕末維新期
伊集院兼寛は天保9年（1838年）薩摩藩士伊集院直五郎兼善の嫡男として生まれる。幕末維新期の兼寛は西郷隆盛・西郷従道兄弟や大久保利通らとの関係が深く薩摩藩きっての行動派の一人として活躍する。文久2年（1862年）の寺田屋騒動に有馬新七の同志として討幕計画に参加するも藩主命令により帰順する。謹慎処分を受ける。文久3年（1863年）の禁門の変では斥候として参加。藩主より功賜金を賜る。同年の薩英戦争では決死隊の一員に加わる。戊辰戦争では東山道総督府参謀に任ぜられ各地を転戦する。

### 明治以降
明治4年（1871年）大蔵省に出仕。明治初期の会計制度の整備に尽力する。同6年（1873年）海軍省に入省。翌年11月5日に海軍少将兼海軍少輔に昇進。台湾出兵の事務処理を手がける。同10年の西南戦争では四国方面の情勢探索活動に従事する。同11年（1878年）元老院議官に就任。同20年（1887年）5月24日、子爵を授けられ華族に列する。同23年（1890年）帝国議会創設により同年7月10日、貴族院議員に就任し、同30年（1897年）7月9日まで1期務める。1890年10月20日、錦鶏間祗候となる。明治31年（1898年）4月16日勲一等瑞宝章を授与される。その4日後の4月20日に60歳で死去。墓所は青山霊園。

## 栄典
位階
- 1873年（明治6年）6月28日 – 従五位[5]
- 1886年（明治19年）10月20日 - 従三位[6]
- 1894年（明治27年）5月21日 - 正三位[7]

勲章等
- 1888年（明治21年）5月29日 - 勲二等旭日重光章[8]
- 1889年（明治22年）11月25日 - 大日本帝国憲法発布記念章[9]
- 1898年（明治31年）4月16日 - 勲一等瑞宝章[10][11]

## 親族
- 養嗣子 伊集院兼知（松平宗武三男、貴族院子爵議員）[12]
- 長女 伊集院春（伊集院兼知の妻）[12]
- 孫 伊集院兼高（兼知二男、貴族院子爵議員、医学者）[12]

## 登場作品
テレビドラマ
- 『翔ぶが如く』（1990年、NHK大河ドラマ　演:内田慎一）